# 제5기뢰/상륙전단
제5기뢰/상륙전단(第5機雷/上陸戰團)은 대한민국 해군 해군작전사령부 소속 전단으로, 기뢰전, 상륙전 부대를 관할한다.

## 역사
1986년 2월 1일에 창설되어 다목적 강습상륙함, 군수지원함, 소해정, 기뢰부설함 등을 운용한다.
2017년 2월 1일에 제59기동건설전대가 진해 해군기지에서 창설되었다.

## 부대
- 제52기뢰전대
  - 원산급 기뢰부설함
    - MLS-560 원산

  - 강경급 기뢰탐색함
    - MHC-561 강경
    - MHC-562 강진
    - MHC-563 고령
    - MHC-565 김포
    - MHC-566 고창
    - MHC-567 김화

  - 남포급 기뢰부설함
    - MLS-570 남포
- 제53상륙전대
  - 독도급 대형수송함
    - LPH-6111 독도[3]
    - LPH-6112 마라도

  - 고준봉급 상륙함
    - LST-681 고준봉
    - LST-682 비로봉
    - LST-683 향로봉
    - LST-685 성인봉

  - 천왕봉급 상륙함
    - LST-686 천왕봉
    - LST-687 천자봉
    - LST-688 일출봉
    - LST-689 노적봉
- 제59기동건설전대
  - 제1기동건설대대
  - 제2기동건설대대

## 참고
1. ↑  최근내 (2013년 2월 1일). “해군 작전사 5성분전단, 창설 27주년 마라톤 대회 열어”. 아시아뉴스통신. 2015년 12월 16일에 확인함.
2. ↑  김동민 (2017년 2월 1일). “해군 59기동건설전대 창설”. 연합뉴스. 2017년 2월 2일에 확인함.
3. ↑  김병륜 (2009년 7월 21일). “독도함 취역 2년···상륙작전은 ‘진화 중’”. 국방일보. 2015년 12월 16일에 확인함.[깨진 링크(과거 내용 찾기)]